# Eleccions municipals de 2023 a Cambrils
Les eleccions municipals de 2023 a Cambrils van ser unes eleccions locals que es van celebrar el diumenge 28 de maig de 2023 a la ciutat de Cambrils, com a part de les eleccions municipals espanyoles, per a elegir els 21 regidors de l'Ajuntament de Cambrils. El sistema electoral fa servir la regla D'Hondt amb representació proporcional, llistes tancades i una barrera electoral del 5% dels vots.

## Sistema electoral
Les eleccions als ajuntaments a l'Estat espanyol estan fixades per celebrar-se el quart diumenge de maig cada quatre anys.
La votació per a l'assemblea local es basa en el sufragi universal, que comprèn tots els nacionals més grans de divuit anys, empadronats i residents al municipi de Cambrils i en ple ús dels seus drets polítics, així com els ciutadans europeus residents no nacionals i a aquells el país d'origen dels quals permeti als ciutadans espanyols votar a les seves pròpies eleccions en virtut d'un tractat. Els 21 regidors es trien mitjançant el mètode D'Hondt i una llista tancada de representació proporcional, i s'aplica a cada ajuntament una barrera electoral del cinc per cent dels vots vàlids, que inclou els vots en blanc.

## Candidatures
El 26 d'abril del 2023, la Junta Electoral de Zona de Reus va publicar les onze candidatures oficials per Cambrils en el Butlletí Oficial de la Província de Tarragona (BOPT):
1. Esquerra Republicana de Catalunya - Acord Municipal (ERC - AM)
2. Nou Moviment Ciutadà per Cambrils (NMC)
3. Vox (Vox)
4. Ara Decidim Nosaltres Cambrils (ADNC)
5. Valents (Valents)
6. Ciudadanos - Partido de la Ciudadania (Cs)
7. Partido Popular (PP)
8. Activem Cambrils - Ara Pacte Local (AC-ARA PL)
9. Cambrils en Comú Podem - Confluència (CECP - C)
10. Junts per Cambrils - Compromís Municipal (CM)
11. Partit dels Socialistes de Catalunya - Candidatura de Progrés (PSC-CP)